# Irvine (Regno Unito)
Irvine (in gaelico scozzese Irbhinn, in scozzese Irvin) è una città del Regno Unito, situata nella regione scozzese dell'Ayrshire Settentrionale.
Situata lungo la costa occidentale della Scozia, a sud-ovest di Glasgow, è una delle nuove città del Regno Unito, costruita su un piano regolatore del 1966, sebbene sullo stesso luogo dove essa sorge esistesse già una città con lo stesso nome, risalente al XIII secolo.
A testimonianza della lunga storia del luogo, il vecchio villaggio era classificato come Borgo Reale. Irvine è gemellata con Saint-Amand (Francia).